# Number the.
Number the.（ナンバーザ）は、日本のロックバンド。

## 来歴
- 1991年「Number the 9」として結成。メンバーチェンジを経て1999年に、現在のメンバーとなる。

- 2008年には、「Number the.」とバンド名をリニューアル。中村獅童監督映画「JIROル」のサウンドトラック制作に参加。

- 2009年、ファーストアルバム「1st」をリリース。

- 2010年からは自主企画「Jab records presents「Number tne.対バン企画2010 」〜HEAD START FOR HAPPINESS〜」をスタート。これまでにはGO!GO!7188、advantage Lucy、渡辺俊美（TOKYO No.1 SOUL SET、THE ZOOT16）らと対バン。

- 2010年7月、ファーストアルバムのリリース1周年を迎えると、自主企画のほか、各種イベントに参加。同年12月にはメンバーによる初のDJイベントを実施。以降、DJイベントを不定期に開催中。

- 2011年4月、もともと予定していたワンマンライブを、東日本大震災に伴いチャリティーイベントに変更。” Number the. Live2011 〜ナイトソング・チャリティーナイト〜”と題し、福島出身の箭内道彦や 皆川猿時 、宮城出身の宮藤官九郎を迎え、ライブを実施。以降、福島県を中心に、全国各地で行われるチャリティーイベントに数多く参加。（富澤ソロ・DJイベント含む）

- さらに、復興支援のための配信シングルとして「予定」シリーズ（ディスコグラフィ参照）の制作がスタート。同曲をきっかけに、NHKのテレビ番組、「青春リアル」の特別企画”福島をずっと見ているTV”内でのライブ演奏、テーマソング起用を果たす。

- 6月に行われた、東京ギターショー2011のfenderステージに出演。同ステージにはken(L'Arc〜en〜Ciel)、INORAN(LUNA SEA)らが出演した。

- 8月に行われた神宮外苑花火大会では、宮藤官九郎、 中村雅俊と共に出演し、「予定〜宮城に帰ったら〜」を披露した。

- 9月には、箭内道彦が主催するイベントLIVE福島・風とロックSUPER野馬追に2日間にわたり出演、音速ライン、サンボマスター、渡辺俊美（TOKYO No.1 SOUL SET、THE ZOOT16）ら、福島出身のバンドと競演。

- 10月には黒田マナブ、ザ・コレクターズらが出演する、MODS SUNDAY '11に参加。

- 11月には渋谷WWWにて行われた、アパレルブランドRUDE GALLERY主催のイベントに佐々木亮介（a flood of circle）をゲストボーカルに迎えて出演。イベントには、bloodthirsty butchers、Droog 、FoZZtoneらが参加していた。

- 2012年1月25日、2nd アルバム” ナイトソングス”を発売。収録曲「奈落と喪失　希望と夢」は、斉藤和義をfeat.ゲストとして迎えた。

- その後は、ナイトソングリリースパーティと題して、福島・郡山タワーレコード内でのインストアイベントを含む5公演を実施。さらに、合同イベント、自主企画を挟み、4月には東名阪ツアーを実施。ゲストに音速ラインを迎え、渋谷WWWでファイナルを締めくくった。

- 2012年6月下旬からは、サントリーから発売中のアルコール飲料、STONES BARのテレビCMにメンバー全員で出演。

- 2013年にスタートした、所属レーベルJab Recordsが主催するDJ&ライブイベント『ALLNIGHTFLY』にレギュラーメンバーとして参加。2016年現在も定期的に開催している。過去には中田裕二、畠山美由紀、氏原ワタル（DOES）、荒川良々、村杉蝉之介（グループ魂）、小園竜一（グループ魂）、Small Circle of Friends、田中貴（サニーデイ・サービス）、小里誠（ex.ザ・コレクターズ）、ターキー（ex.GO!GO!7188）、沖野俊太郎（Venus Peter）、古閑裕（Venus Peter)、音速ライン、ZEPPET STORE、タカタタイスケ（PLECTRUM）、林束紗（ex.SCARLET）らがゲストとして出演。
- 2017年、シングル『MOON BEAM』『ブラッシュ！』を配信スタート。
- 同年7月、フジロックフェスティバルに出演。

## メンバー
- 富澤タク（ギター、ボーカル）
- 松澤登（ベース）
- 七瀬ミチル（キーボード）

## 過去のメンバー
- 外村公敏（ドラム）SHERBETS
- 石川浩章（ベース）ex.Hysteric Organ
- 渡部正昭（ギター）
- 向高昌則（ドラム）ex.Kabach

## その他
- LeeやCA4LA、RUDE GALLERYといったアパレルブランドとのコラボを積極的に行っており、ツアーGOODSとして販売している。

## ディスコグラフィ
オリジナルアルバム
- 『1st』（2009年7月22日）
- 『ナイトソングス』（2012年1月25日）

シングル
- 『ナイトソング』（2011年1月）※2ndアルバム収録曲『ナイトソング・イン・ザ・シティー』の別バージョン。現在はitunesほか、配信のみの販売
- 『MOON BEAM』（2017年1月25日）配信シングル
- 『ブラッシュ！』（2017年7月19日） 配信シングル

- 『予定』シリーズ
  - 東日本大震災のチャリティーソングとして、「○○とナンバーザ」名義で、各地ゆかりのアーティストとのコラボレーションで展開。演奏/アレンジは全てNumber.theが行っている。収益は全額が各県に寄付される仕組みとなっており、現在もリリースが継続中。
  - 予定〜福島に帰ったら〜 - 箭内道彦と富澤タクのユニット、だっぺズとナンバーザ名義でのコラボレーション
  - 予定〜いわてに帰ったら〜 - あんべ光俊とのコラボレーション。
  - 予定〜宮城に帰ったら〜 - 宮藤官九郎と中村雅俊とのコラボレーション。
  - 予定〜秋田に帰ったら〜 - 高橋優とのコラボレーション。
  - 予定〜山形に帰ったら〜 - 菅原卓郎（9mm Parabellum Bullet）とのコラボレーション。
  - 予定〜富岡に帰ったら〜 - 渡辺俊美（TOKYO No.1 SOUL SET、THE ZOOT16）とのコラボレーション。
  - 予定〜群馬に帰ったら〜 - 井森美幸とのコラボレーション。
  - 予定〜熊本に帰ったら〜 - 八代亜紀とのコラボレーション。